# دهستان پالیزان
دهستان پالیزان یکی از دهستان‌های بخش مراوه‌تپه شهرستان مراوه‌تپه، استان گلستان در ایران است.

## جمعیت
براساس سرشماری مرکز آمار ایران در سال ۱۳۹۵، جمعیت آن ۹،۲۸۹ نفر بوده‌است.